# Azerbeidzjan op het Eurovisiesongfestival 2025
Azerbeidzjan neemt deel aan het Eurovisiesongfestival 2025 in Zwitserland. De ITV koos intern voor Mamagama als kandidaat voor Azerbeidzjan. 

## Selectieprocedure

### Interne selectie
Op 4 augustus 2024 kwam de ITV naar buiten met het nieuws dat de kandidaat voor Bazel intern gekozen zal worden. Na deze aankondiging konden geïnteresseerde artiesten een bijdrage leveren. 154 nummers werden ingediend, waarvan 12 door een jury werden gekozen voor een volgende fase. Een jury panel met o.a. Diana Hajiyeva (deelnemer in 2017), Aysel Teymurzadeh (deelnemer in 2009) koos voor Mamagama als Songfestival kandidaat. Dit werd op 4 februari 2025 aangekondigd. 

## In Bazel
Azerbeidzjan trad aan in de eerste halve finale na België en voor San Marino. De Azerbeidzjaanse inzending werd versterkt door drie Nederlandse dansers en zangers. Het land wist zich zoals verwacht werd niet te kwalificeren voor de grote finale. Ze werden 15e met 7 punten.  
| Score     | 1e halve finale |             | Finale     | Finale |
| Score     | Televoting      | Vakjury     | Televoting |        |
| 12 punten | Cyprus          | Israël      | Israël     |        |
| 10 punten | Estland         | Italië      | Oostenrijk |        |
| 8 punten  | Noorwegen       | Oekraïne    | Estland    |        |
| 7 punten  | Oekraïne        | Estland     | Albanië    |        |
| 6 punten  | Albanië         | Portugal    | Noorwegen  |        |
| 5 punten  | San Marino      | Spanje      | Finland    |        |
| 4 punten  | Zweden          | Polen       | Oekraïne   |        |
| 3 punten  | Nederland       | Nederland   | Zweden     |        |
| 2 punten  | Slovenië        | Duitsland   | Frankrijk  |        |
| 1 punt    | Polen           | Zwitserland | Malta      |        |

2008 · 2009 · 2010 · 2011 · 2012 · 2013 · 2014 · 2015 · 2016 · 2017 · 2018 · 2019 · 2020 · 2021 · 2022 · 2023 · 2024 · 2025
Albanië · Armenië · Australië · Azerbeidzjan · België · Cyprus · Denemarken · Duitsland · Estland · Finland · Frankrijk · Georgië · Griekenland · Ierland · IJsland · Israël · Italië · Kroatië · Letland · Litouwen · Luxemburg · Malta · Montenegro · Nederland · Noorwegen · Oekraïne · Oostenrijk · Polen · Portugal · San Marino · Servië · Slovenië · Spanje · Tsjechië · Verenigd Koninkrijk · Zweden · Zwitserland